# IC 4792
IC 4792 ist eine Spiralgalaxie vom Hubble-Typ Sa im Sternbild Teleskop am Südsternhimmel.
Das Objekt wurde am 16. September 1901 von DeLisle Stewart entdeckt.